# Herb Ritts
Herb Ritts (Los Ángeles, Estados Unidos; 13 de agosto de 1952-ibídem; 26 de diciembre de 2002), fotógrafo de modas estadounidense que se caracterizaba por hacer obras en blanco y negro y por sus retratos de estilo similar a las escultura de la Grecia clásica. Algunas de sus fotos más célebres son desnudos tanto masculinos como femeninos. Sus famosos retratos en blanco y negro incluyen a celebridades como Kofi Annan, Cindy Crawford, Tenzin Gyatso (el dalái lama), Madonna, Jack Nicholson y Elizabeth Taylor.

## Biografía
Hijo de una familia acomodada, Ritts fue el mayor de cuatro hermanos, y recibió la educación por parte de sus padres, Shirley y Herb Ritts Senior, dueños de una tienda de muebles. En 1974 obtiene el título de economía, en la Bard College. Después de graduado vuelve a Los Ángeles para trabajar en el negocio familiar. Mientras está en la Universidad comunica a sus padres su orientación homosexual, los cuales siempre le apoyaron.
Muere en Los Ángeles de complicaciones de una neumonía. Se presumía que era portador de VIH. En el momento de su fallecimiento su pareja era Erik Hyman.
Durante su vida colaboró con muchas organizaciones de lucha contra el sida.

## Obra
Mientras trabaja en la tienda familiar de muebles comienza a tomar clases nocturnas de fotografía, decidiendo dedicarse profesionalmente a la misma a finales de los 70. Uno de los primeros trabajos que le trajo fama fueron los retratos que hizo del actor Richard Gere. Gere era un desconocido entonces, pero un año después se había convertido en una gran estrella y las fotos de Ritts de Gere con chaleco blanco, brazos sobre su cabeza y cigarro en los labios aparecieron en muchas revistas de Estados Unidos. Durante los años ochenta y noventa trabajó para Harper's Bazaar, Rolling Stone, Vanity Fair y Vogue, tanto en retratos de celebridades como de modelos de moda. 
En 1981 realiza las fotos para la portada del álbum de Olivia Newton-John, Physical. En 1984 comienza su colaboración con Madonna durante el rodaje de Buscando a Susan desesperadamente. En 1986 sería el responsable de las fotos de portada del álbum de Madonna, True Blue. Aconsejado por Madonna, se introduce en el mundo de los vídeos musicales, debutando con el vídeo de la canción «Cherish» de la propia Madonna. En 1988 fotografía a Steve Winwood para el álbum Roll with it y al año siguiente a Belinda Carlisle para la portada de Runaway Horses. En 1991 dos de sus vídeos, Wicked Game de Chris Isaak y Love Will Never Do (Without You) de Janet Jackson, ganaron premios de la MTV. En 1992 dirigió junto a Michael Jackson el videoclip de este In The Closet junto a la supermodelo Naomi Campbell. También realizó varias sesiones fotográficas para ambos.
Fotografió a Cindy Crawford para dos portadas de la revista Playboy: en julio de 1988 y en octubre de 1998. Sus últimas fotografías publicadas fueron las publicadas en el Vanity Fair del actor Ben Affleck, realizadas tan sólo 10 días antes de fallecer.

## Filmografía como director
- 2002: Lacoste - "Pour Homme"
- 2002: Shakira - "Underneath Your Clothes"
- 2001: 'N Sync - "Gone"
- 2001: Jennifer Lopez - "Ain't It Funny"
- 2001: Britney Spears - "Don't Let Me Be the Last to Know"
- 2000: Tracy Chapman - "Telling Stories"
- 1999: Chris Isaak - "Baby Did a Bad, Bad Thing"
- 1998: Mariah Carey - "My All"
- 1997: Giorgio Armani - "Acqua Di Giò"
- 1996: Toni Braxton - "Let It Flow"
- 1994: Jon Bon Jovi - "Please Come Home For Christmas"
- 1993: Guy Laroche - "Horizon"
- 1993: Calvin Klein - "Escape"
- 1992: Michael Jackson - "In The Closet"
- 1991: Chris Isaak - "Wicked Game"
- 1990: Janet Jackson - "Love Will Never Do (Without You)"
- 1989: Madonna - "Cherish"
- - : Estée Lauder - "Pleasures Intense"
- - : Estée Lauder - "Night Repair"